# Alternaria tomato
Alternaria tomato är en svampart som först beskrevs av Mordecai Cubitt Cooke, och fick sitt nu gällande namn av L.R. Jones 1896. Alternaria tomato ingår i släktet Alternaria och familjen Pleosporaceae.   Inga underarter finns listade i Catalogue of Life.